# Pterostylis lustra
Pterostylis lustra är en orkidéart som beskrevs av David Lloyd Jones. Pterostylis lustra ingår i släktet Pterostylis och familjen orkidéer.
Artens utbredningsområde är Victoria i Australien. Inga underarter finns listade i Catalogue of Life.